# Louise van Oosten
Louise van Oosten (Den Haag, 2 juli 2004) is een voetbalspeelster uit Nederland. Ze speelt als middenvelder voor Ajax.

## Clubcarrière
In haar jeugdjaren begon Van Oosten met voetballen bij Graaf Willem II VAC. Op vijfjarige leeftijd stapte ze over naar RKSV GDA en voetbalde daar in de jongensteams.
Van Oosten maakte in januari 2021 haar debuut voor ADO Den Haag in een wedstrijd tegen vv Alkmaar in de Eredivisie Cup. Sinds het seizoen 2021/22 had ze een vaste basisplaats bij de club uit de Hofstad waar ze onder contract lag tot medio 2025. Hierna kwam haar tijd bij ADO Den Haag ten einde. Van Oosten tekende op 1 juli 2025 een driejarig contract bij competitiegenoot Ajax.

## Statistieken
| Seizoen | Club         | Land      | Competitie         | Wedstrijden | Doelpunten |
| ------- | ------------ | --------- | ------------------ | ----------- | ---------- |
| 2020/21 | ADO Den Haag | Nederland | Vrouwen Eredivisie | 4           | 0          |
| 2021/22 | ADO Den Haag | Nederland | Vrouwen Eredivisie | 20          | 0          |
| 2022/23 | ADO Den Haag | Nederland | Vrouwen Eredivisie | 14          | 1          |
| 2023/24 | ADO Den Haag | Nederland | Vrouwen Eredivisie | 22          | 0          |
| 2024/25 | ADO Den Haag | Nederland | Vrouwen Eredivisie | 16          | 1          |
| 2025/26 | Ajax         | Nederland | Vrouwen Eredivisie | 0           | 0          |
| Totaal  | Totaal       | Totaal    | Totaal             | 73          | 3          |

Laatste update: 1 juli 2025

## Interlandcarrière
Van Oosten werd geselecteerd voor het Nederlands elftal onder 20 dat in 2024 deelnam aan de wereldkampioenschappen in Colombia. Ze eindigde met haar land op de vierde plaats.
1 Van Eijk ·
3 Van der Veen ·
4 Den Turk ·
6 Van de Velde ·
7 Van Egmond ·
8 Spitse  ·
9 Tolhoek ·
12 Van Hensbergen ·
13 Niënhuis ·
15 Kaagman ·
16 Noordman ·
17 Jansen ·
18 Keijzer ·
19 T. Hoekstra ·
20 Yohannes ·
21 Van Gool ·
22 Sabajo ·
23 Keukelaar ·
24 De Klonia ·
25 De Sanders ·
26 Kardinaal ·
27 Buikema ·
31 Van der Wal ·
Coach: De Reus
· Assistent-coach: Luiten